# Иволга (Родина)
«Иволга» (англ. «Oriole») — седьмой эпизод пятого сезона американского драматического телесериала «Родина», и 55-й во всём сериале. Премьера состоялась на канале Showtime 15 ноября 2015 года.

## Сюжет
Когда Кэрри (Клэр Дэйнс) осматривает сотни документов, она находит один, излагающий случай, где информатор по имени «Оселок» пытался связаться c «Иволгой», что было кодовым именем Кэрри. Кэрри звонит «Оселку» a.k.a. Самиру Халилу (Макрам Хоури), гражданину Ирака. Самир сообщает ей, что он видел Ахмеда Назари (Дарвин Шоу), коррумпированного иракского адвоката, считавшегося погибшим в Ираке за пять месяцев до этого. Кэрри решает разыскать Назари и выяснить, что он знает. С помощью Нумана (Атир Адель), они обнаруживают, что предполагаемая вдова Назари живёт в Амстердаме.
Биби (Рене Ифра) просит Куинна (Руперт Френд) вести его группу к сирийской границе через Турцию. Биби подчёркивает, что он может заплатить, так как его дядей является Абу Аль-кадули, заместитель эмира. Куинн связывается с Дар Адалом (Ф. Мюррей Абрахам) и сообщает ему о возможности приблизиться к Аль-кадули, целью ЦРУ для убийства.
Сол (Мэнди Патинкин), пойманный с копией утёкших документов за пределами станции, подвержен допросу со стороны Дара Адала. Эллисон (Миранда Отто) предлагает вернуть Сола в свой гостиничный номер, чтобы заставить его откровенничать. В комнате, Сол признаётся Эллисон, что он передал Кэрри документы. Эллисон выходит на мгновение и испытывает паническую атаку. Затем она сообщает Крупину (Марк Иванир), что подтвердилась информация о том, что Кэрри жива и, вероятно, направляется в Амстердам. В Амстердаме, Кэрри врывается в дом Назари, находя сейф, который она не может открыть, и ноутбук, который она берёт с собой. Двое мужчин, посланных Крупиным, входят в дом и замечают разбитое окно. Кэрри наблюдает, как один из них берёт что-то их сейфа; затем она сбегает из дома, сумев уклониться от выстрелов.
Йонас (Александр Фелинг) заходит в комплекс Отто Дюринга, чтобы найти Кэрри. Когда они говорят о ней, Дюринг (Себастьян Кох) раскрывает, что он не планирует продлить контракт с Кэрри в фонде, так как она «неуравновешенная».
Дар Адал приказывает, чтобы улетел обратно в Лэнгли. В то время как Сола контролируют охранники в его комнате, он звонит в свою прачечную, что оказывается закодированным сигналом бедствия. Когда Сола выводят из здания, его хватает группа вооружённых мужчин в масках, которые уезжают вместе с ним. Они доставляют Сола Этаю Лускину (Аллан Кордюнер), который тепло приветствует Сола и спрашивает, что им делать дальше. Сол отвечает: «Я не знаю. Первый раз дезертирую.»
Кэрри звонит Эллисон, говоря, что она хотела бы задать несколько вопросов о полномочий последней в Багдаде. Они соглашаются встретиться.

## Производство
Режиссёром эпизода стала исполнительный продюсер Лесли Линка Глаттер, а сценарий написали шоураннер Алекс Ганса и исполнительный продюсер Патрик Харбинсон.

## Реакция

### Рецензии
Эпизод получил рейтинг 92 % на сайте Rotten Tomatoes, чей консенсус гласит: «В остросюжетной „Иволге“, „Родина“ своди вместет Кэрри и Эллисон с неожиданным поворотом событий.»
Прайс Питерсон из «New York Peterson» дал эпизоду 4 звезды из 5, суммируя, что он был «полным интересных моментов с персонажами и потрясающими напряжёнными сценами, и разрозненные элементы, в целом собранные вместе очень удивительным образом.» Ширли Ли из «Entertainment Weekly» похвалила персонажа Эллисон Карр, заявив: «Миранда Отто поражает своим выступлением, но Эллисон, как персонаж, оказалась увлекательным контрастом к Кэрри.» Джудит Уорнер из «The New York Times» отметила взаимосвязь Эллисон и её куратора Крупина как особенно эффектную сцену.

### Рейтинги
Во время оригинального показа, эпизод посмотрели 1.348 миллионов зрителей, слегка снизившись по сравнению с аудиторией прошлой недели, которая составляла 1.35 миллионов зрителей.